# Heribert Artinger
Heribert Artinger (* 18. März 1939 in Rudersdorf) ist ein österreichischer Kommunalpolitiker (ÖVP, dann Liste Artinger) und Beamter. Er ist längstdienender Bürgermeister der Freistadt Rust.

## Leben und Wirken
Nach dem Besuch der Volksschule in Rudersdorf und des Gymnasiums in Fürstenfeld studierte Artinger von 1957 bis 1965 Wirtschaftsingenieurswesen an der Technischen Universität Graz und schloss das Studium mit dem Titel Diplomingenieur ab. Danach begann er für das Amt der burgenländischen Landesregierung zu arbeiten, wo er zum Leiter von dessen EDV-Abteilung aufstieg. Anschließend war er von 1981 bis 2002 Technischer Vorstandsdirektor beim Energieversorger BEGAS.
Nachdem die Gemeinderatswahlen 1967 in Rust zu einer Pattstellung geführt hatten, wurde der erst 28-jährige Heribert Artinger als Kandidat der ÖVP zum Bürgermeister der traditionell eher sozialdemokratisch orientierten Stadt gewählt. Drei Jahre später musste er jedoch nach einem Misstrauensvotum im Gemeinderat von seinem Amt zurücktreten, der vorherige Bürgermeister Emmerich Bachkönig (SPÖ) übernahm erneut das Amt. Infolge der Gemeinderatswahlen 1972 konnte Artinger das Bürgermeisteramt zurückerlangen. Er hatte es daraufhin ohne Unterbrechung bis 2002 inne, wobei er nicht mehr für die ÖVP, sondern mit der Liste Artinger kandidierte. Mit insgesamt 33 Jahren im Amt ist er der längstdienende Bürgermeister in der Geschichte von Rust. Sein Nachfolger wurde der Sozialdemokrat Harald Weiss.
Artinger hatte 1966 seine Gattin Gertrude geheiratet und war mit ihr nach Rust zurückgekehrt. Über seine Gattin ist Artinger mit dem Weingut Feiler-Artinger verbunden. Anlässlich seines 25-jährigen Amtsjubiläums gründete Artinger 1994 die gemeinnützige „Dipl. Ing. Heribert Artinger-Rust-Stiftung“, die sich der Förderung und Erforschung wissenschaftlicher, kultureller, gesellschaftspolitischer und humanitärer Themen in und um Rust widmet. Durch das Verfassen einer Ortschronik hat Heribert Artinger sich auch Lokalhistoriker verdient gemacht. 2012 schloss er außerdem sein Studium der Geschichte an der Universität Wien mit einer Diplomarbeit zu einem ähnlichen Thema ab. 2004 ernannte die Freistadt Rust ihn zu ihrem Ehrenbürger.

## Schriften
- Heribert Artinger: Chronik der Freistadt Rust 1850–1950, Tagebuch der kleinsten Stadt Österreichs mit eigenem Statut. Vinothek Verlag, Graz 2002, ISBN 978-3-900582-18-0.
- Heribert Artinger: Rust-Oggau-Mörbisch, ein Vergleich der politischen und wirtschaftlichen Entwicklung 1920–1960. Wien 2012 (univie.ac.at – Diplomarbeit Universität Wien).